# Winfried Otto Schumann
Winfried Otto Schumann (n. 20 mai 1888, Tübingen, Regatul Württemberg - d. 22 septembrie 1974, München, Germania) a fost un fizician german care a presupus că există rezonanța Schumann, o serie de rezonanțe de frecvență joasă cauzate de descărcările electrice din atmosferă.

## Viața
Copilăria și-a petrecut-o în Kassel și în Berndorf lângă Viena. A studiat Electrotehnica la Universitatea din Karlsruhe. A promovat  în 1912 cu tema Tehnologie de Înaltă tensiune. 
Înainte de Primul Război Mondial a fost șeful laboratorului de Înaltă Tensiune la Brown, Boveri & Cie. În 1920 a fost profesor la Universitatea din Stuttgart, unde a fost asistent. Apoi a fost profesor de fizică la Universitatea din Jena. A fost profesor în 1924 la laboratorul de electrofizică al Universității tehnice din München, unde a rămas până la pensionare, în 1961. În 1947 i s-a decernat titlul de Membru a Academiei Bavareze pentru Stiință.
Winfried Otto Schumann a murit la vârsta de 86 de ani.